# 400 років Національному університету «Києво-Могилянська академія» (срібна монета)
«400 ро́ків Націона́льному університе́ту „Ки́єво-Могиля́нська акаде́мія“» — ювілейна монета номіналом 5 гривень зі срібла, випущена Національним банком України. Присвячена одному з найстаріших вищих навчальних закладів України, заснованому в 1615 році як Київська братська школа.
Монету введено в обіг 15 вересня 2015 року. Вона належить до серії «Вищі навчальні заклади України».

## Опис монети та характеристики
| Номінал грн. | Метал            | Маса, г       | Діаметр, мм | Якість виготовлення | Гурт                           | Тираж, штук |
| ------------ | ---------------- | ------------- | ----------- | ------------------- | ------------------------------ | ----------- |
| 5            | срібло 925 проби | 15,55 / 16,81 | 33,0        | пруф                | гладкий із заглибленим написом | 2 000       |

### Аверс
На аверсі монети розміщено: угорі — малий Державний Герб України, праворуч від якого: напис «УКРАЇНА» та рік карбування «2015»; у центрі на дзеркальному тлі — герб Києво-Могилянської академії, обрамлений стрічкою із девізом університету латиною: «TEMPUS FUGIT, ACADEMIA SEMPITERNA» («Час плинний — академія вічна»); під гербом — номінал «П'ЯТЬ ГРИВЕНЬ».

### Реверс
На реверсі монети на тлі староакадемічного (Мазепинського) корпусу зображено фрагмент гравюри — три спудеї із сувоями в руках та розміщено написи: «КИЄВО-МОГИЛЯНСЬКА АКАДЕМІЯ» (угорі по колу), «400 РОКІВ» (над будівлею), унизу на тлі стилізованого барокового орнаменту — «НАЦІОНАЛЬНИЙ/УНІВЕРСИТЕТ».

## Автори

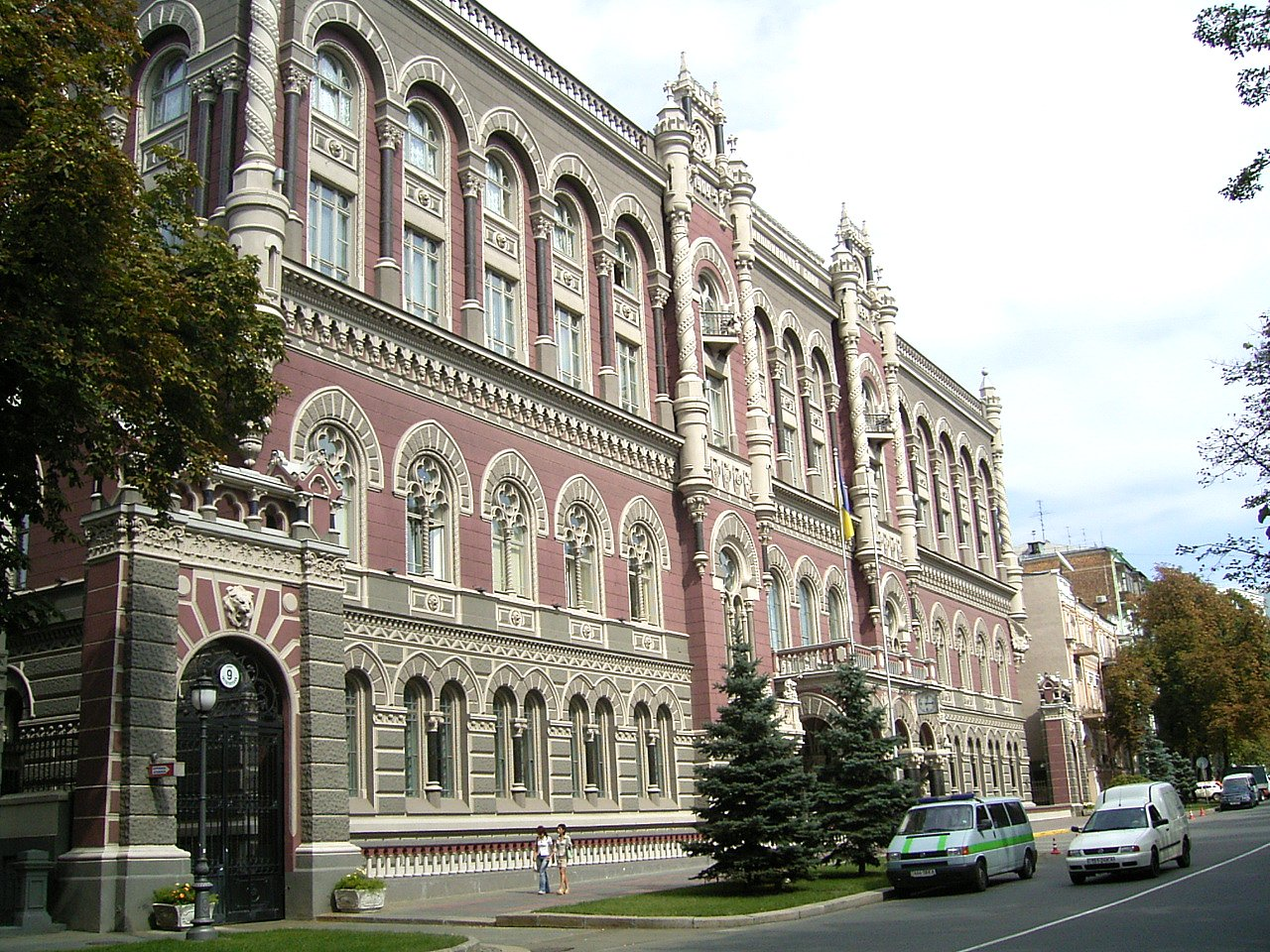
Будівля Національного банку України

- Художники: Таран Володимир, Харук Олександр, Харук Сергій.
- Скульптор — Дем'яненко Анатолій.

## Вартість монети
Під час введення монети в обіг у 2015 році, Національний банк України реалізовував монету через свої філії за ціною 349 гривень.
Фактична приблизна вартість монети, з роками змінювалася так:
| Рік        | 2016 | 2017 | 2018  | 2019 | 2020 | 2021 | 2022  | 2023  | 2024  | 2025  |
| ---------- | ---- | ---- | ----- | ---- | ---- | ---- | ----- | ----- | ----- | ----- |
| Ціна, грн. | 660  | 730  | 1 100 | 900  | 840  | 900  | 1 000 | 1 500 | 4 000 | 3 750 |